# Boris Czirkow (funkcjonariusz)
Boris Nikołajewicz Czirkow (ros. Борис Николаевич Чирков, ur. 27 grudnia 1905?/9 stycznia 1906 w Głazowie, zm. 28 listopada 1978 w Moskwie) – funkcjonariusz radzieckich służb specjalnych, podpułkownik.

## Życiorys
Do 1918 uczył się w gimnazjum w Omsku, później pracował w banku i w drukarni, od maja do grudnia 1920 był słuchaczem kursów ogólnokształcących w Omsku. Od grudnia 1920 do czerwca 1922 służył w Armii Czerwonej m.in. jako pracownik wydziału politycznego dywizji i sekretarz komisarza wojskowego, pełnił też obowiązki komisarza szwadronu łączności w 1 Syberyjskiej Dywizji Kawalerii. W 1921 został skierowany przez Komsomoł do służby w organach Czeki, od 1922 pracował w GPU Zachodniosyberyjskiego Okręgu Wojskowego, później w gubernialnym oddziale GPU w Smoleńsku, był pełnomocnikiem GPU na powiaty jarcewski i rosławski i pełnomocnikiem okręgowego oddziału GPU w Rosławiu. Od 1926 należał do WKP(b), od stycznia 1930 do lipca 1932 pracował w Pełnomocnym Przedstawicielstwie (PP) OGPU na obwód zachodni, od 21 lipca 1932 do 27 kwietnia 1934 był szefem ałdańskiego sektora operacyjnego GPU (Jakucja), a od kwietnia do czerwca 1934 zastępcą szefa jakuckiego obwodowego oddziału GPU. Od 20 czerwca do 16 listopada 1934 był p.o. szefa jakuckiego obwodowego oddziału GPU/Zarządu NKWD Jakuckiej ASRR, potem do września 1936 zastępcą szefa Zarządu NKWD Jakuckiej ASRR, 2 marca 1936 otrzymał stopień starszego porucznika bezpieczeństwa państwowego, od września 1936 do lutego 1937 był szefem Miejskiego Oddziału NKWD we Włodzimierzu. Od 8 lutego 1937 do 3 stycznia 1939 był szefem Zarządu NKWD obwodu wschodniokazachstańskiego, a od 3 stycznia do 17 grudnia 1939 zastępcą ludowego komisarza spraw wewnętrznych Kazachskiej ASRR w stopniu kapitana bezpieczeństwa państwowego, następnie został przeniesiony do Mordwińskiej ASRR jako naczelnik obozu jenieckiego w Tiemnikowie (do kwietnia 1940), od lipca 1940 do lipca 1942 był szefem zarządu łagru i kombinatu w Żezkazganie w obwodzie karagandyjskim.
Od lipca 1942 do stycznia 1943 był naczelnikiem łagru i kombinatu w Tyrnyauzie, w styczniu 1943 został skierowany do Armii Czerwonej jako zastępca dowódcy 10 Dywizji Powietrznodesantowej ds. tyłów (do lutego 1945), 11 lutego 1943 otrzymał stopień podpułkownika. W lutym 1945 powrócił do pracy w NKWD jako naczelnik łagru i kombinatu nr 6 w Leninabadzie (obecnie Chodżent), w sierpniu-wrześniu 1946 był szefem budowy nr 883 i komendantem łagru, od września 1946 do października 1953 szefem kombinatu nr 6 Drugiego Głównego Zarządu Przy Radzie Ministrów ZSRR w Leninabadzie, potem do 1957 kierował jednym z przedsiębiorstw Ministerstwa Budowy Maszyn Średnich ZSRR w Żółtych Wodach. Pełniąc dwie ostatnie funkcje, kierował wydobyciem uranu, mając wkład w radziecki program atomowy, zwłaszcza w budowę pierwszej bomby atomowej w ZSRR, zdetonowanej 29 sierpnia 1949. W 1957 przeszedł na emeryturę.
Otrzymał wiele wysokich odznaczeń, m.in. Medal Sierp i Młot Bohatera Pracy Socjalistycznej (29 października 1949), dwukrotnie Order Lenina (10 grudnia 1945 i 29 października 1949), Order Czerwonego Sztandaru (12 maja 1945), dwukrotnie Order Wojny Ojczyźnianej II klasy (1 kwietnia 1944 i 9 czerwca 1944), Order Czerwonego Sztandaru Pracy (4 stycznia 1954) i Order Czerwonej Gwiazdy (19 grudnia 1937). W 1957 został jednak wykluczony z partii za udział w masowych represjach pod koniec lat 30., a 16 stycznia 1959 za naruszanie prawa radzieckiego pozbawiony tytułu Bohatera Pracy Socjalistycznej i wszystkich odznaczeń.